# Spermacoce exilis
Spermacoce exilis là một loài thực vật có hoa trong họ Thiến thảo. Loài này được (L.O.Williams) C.D.Adams ex W.C.Burger & C.M.Taylor miêu tả khoa học đầu tiên năm 1993.